# Trastorns associats a l'autisme
Els trastorns associats a l'autisme són trastorns que es produeixen habitualment amb el trastorn del desenvolupament de l'autisme. Afecten tres dominis crucials del desenvolupament: la comunicació, la interacció social i els patrons de comportament, l'autisme persisteix al llarg de la vida.
En medicina i psiquiatria, la comorbiditat és la presència d'una o més condicions mèdiques addicionals amb la principal, o l'efecte d'aquests trastorns. Al voltant del 10 al 15 per cent dels casos d'autisme tenen una identificació mendeliana (un sol gen), una anomalia cromosòmica o altres síndromes genètics. Els trastorns de l'espectre autista (TEA) s'associen a diversos trastorns genètics, possiblement a causa de causes genètiques superposades. Entre els trastorns més comunament associats amb l'autisme es troben la síndrome X fràgil i l'epilèpsia.
La distinció entre els TEA i altres diagnòstics pot ser difícil, ja que els trets del TEA sovint se superposen als símptomes d'altres trastorns, cosa que complica els procediments de diagnòstic.

## Condicions de comorbitat

### Disfuncions / Malalties mitocondrials
Les malalties mitocondrials resulten de fallades dels mitocondris, compartiments especialitzats presents a totes les cèl·lules del cos (excepte els glòbuls vermells). Els mitocondris són els responsables de crear més del 90% de l'energia necessària per al cos per mantenir la vida i donar suport a la funció dels òrgans. Quan fallen, cada vegada es produeix menys energia dins de la cèl·lula. Es poden produir lesions cel·lulars i fins i tot la mort cel·lular. Si aquest procés es repeteix a tot el cos, els sistemes d'òrgans sencers comencen a fallar.
Les parts del cos, com el cor, el cervell, els músculs i els pulmons, que requereixen la major quantitat d'energia són les més afectades.
La malaltia mitocondrial és difícil de diagnosticar perquè afecta cada persona de manera diferent. Els símptomes poden incloure accidents cerebrovasculars, convulsions, retards greus del desenvolupament, incapacitat per caminar, parlar, veure...
Les estimacions de la prevalença de la malaltia i la disfunció mitocondrial varien entre els estudis (oscil·lant entre el 5 i el 80 % aproximadament). Això podria ser en part degut a la distinció borrosa entre malaltia i disfunció mitocondrial. Les disfuncions i malalties mitocondrials s'entenen i es detecten cada cop més millor i els estudis que indiquen les taxes més altes són generalment les més recents. De vegades, les disfuncions mitocondrials també s'anomenen «malaltia mitocondrial», amb un grau de gravetat que va de lleu a greu.
Alguns fàrmacs són tòxics per als mitocondris. Aquests poden desencadenar o empitjorar disfuncions o malalties mitocondrials:
- Els antiepilèptics: l'àcid valproic (també utilitzat en diverses altres indicacions) i la fenitoïna serien els més tòxics. També hi ha la fenobarbital, la carbamazepina, la oxcarbazepina, la etosuximida, la zonisamida, el topiramat, la gabapentina i la vigabatrina.[8][9]
- Altres tipus de medicaments: els corticoides (cortisona), el Roaccutan (isotretinoïna) i altres derivats de la vitamina A, barbitúrics, certs antibiòtics, propofol, anestèsics volàtils, relaxants musculars no despolaritzants, alguns anestèsics locals, estatines, fibrats, glitazons, betabloquejants, biguanides, amiodarona, algunes quimioteràpies, alguns neurolèptics, inhibidors nucleòsids de la transcriptasa inversa i diversos altres medicaments.[10][11]

### L'ansietat
Els trastorns d'ansietat són freqüents en nens i adults amb TEA. És probable que els símptomes es vegin afectats per l'edat, el nivell de funcionament cognitiu, el grau de dificultat social i, en el cas del TEA, les dificultats específiques. Molts trastorns d'ansietat com el trastorn d'ansietat social no es diagnostiquen habitualment en persones amb TEA, ja que aquests símptomes s'expliquen millor pels mateixos TEA. Sovint és difícil saber si símptomes com el control compulsiu formen part del TEA o és el resultat d'un problema d'ansietat. S'ha informat que la prevalença dels trastorns d'ansietat en nens amb TEA se situa entre l'11% i el 84%; aquesta varietat de resultats es deu probablement a les diferències en com es van elaborar els estudis.

### L'obnubilació (boira cerebral)
L'obnubilació és una constel·lació de símptomes que inclou una cognició reduïda, incapacitat per concentrar-se i fer múltiples tasques, i pèrdua de memòria a curt i llarg termini. L'obnubilació pot estar present en pacients amb trastorns de l'espectre autista (TEA). No obstant això, la seva prevalença segueix sent desconeguda.

### Trastorn per dèficit d'atenció amb hiperactivitat
Anteriorment, el manual de diagnòstic del DSM-IV no permetia el co-diagnòstic del TEA i el trastorn per dèficit d'atenció amb hiperactivitat (TDAH). Tanmateix, després d'anys d'investigació clínica, la publicació més recent (DSM-5) l'any 2013 va eliminar aquesta prohibició de la comorbiditat. Així, les persones amb trastorns de l'espectre autista també poden ser diagnosticades de TDAH, amb modificadors d'atenció i hiperactivitat. Clínicament significatius, els símptomes d'aquestes dues condicions poden coexistir habitualment. Els nens amb tots dos conjunts de símptomes poden reaccionar malament als tractaments habituals del TDAH. Les persones amb trastorn de l'espectre autista poden beneficiar-se d'altres tipus de medicaments o altres teràpies, com ara l'anàlisi conductual aplicat i la neuroretroalimentació (neuro-feedback).

### Trastorn bipolar
El trastorn bipolar, o trastorn maníac-depressiu, és un diagnòstic controvertit en nens. i sovint es descriu com a comòrbida amb una sèrie de condicions, inclòs l'autisme. L'autisme inclou alguns dels símptomes que es troben habitualment en els trastorns de l'estat d'ànim i els trastorns d'ansietat.

### Neuropaties
La prevalença de neuropaties perifèriques augmentaria significativament en el TEA. Les neuropaties perifèriques poden ser asimptomàtiques. La neuropatia perifèrica és una manifestació freqüent de malalties mitocondrials i es diu que les polineuropaties són relativament freqüents.
Les neuropaties també podrien ser causades per altres particularitats presents en el TEA.

### Malalties digestives
Algunes persones amb autisme també tenen problemes gastrointestinals, però hi ha una manca de dades rigoroses publicades que recolzin la teoria que els nens amb autisme tenen més símptomes gastrointestinals del que és habitual. S'ha afirmat que fins al 50% dels nens amb autisme experimenten problemes gastrointestinals que van des de graus lleus a moderats d'inflamació a l'intestí prim i gros. El que el doctor Andrew Wakefield va descriure com a síndrome d'enterocolitis autista ha estat invalidat per experts mèdics. El restrenyiment, sovint amb desbordament o encopresi, s'associa sovint amb trastorns del desenvolupament en nens. Sovint és difícil de resoldre, especialment entre persones amb problemes de conducta i comunicació.

### Trastorns de coordinació
En la primera descripció de la síndrome d'Asperger i altres diagnòstics inclouen descripcions de dispràxia o trastorn del desenvolupament de la coordinació. Els nens amb TEA poden tenir retard en l'adquisició d'habilitats motrius que requereixen destresa, com anar en bicicleta o obrir un pot. Poden semblar maldestres o «incòmodes amb la seva pròpia pell». Poden estar mal coordinats, tenir una marxa o una postura erràtiques, una mala escriptura o problemes amb la integració visual-motora, la percepció visual i les habilitats percebudes, i l'aprenentatge conceptual. Mostrar problemes amb la propiocepció (percepció de la posició corporal) en mesures de dispràxia, equilibri, enfocament i aposició de l'índex del polze.

### Epilèpsia
Els TEA també s'associen amb l'epilèpsia. El risc d'epilèpsia que varia segons l'edat, el nivell cognitiu i el tipus de deteriorament del llenguatge. Un de cada quatre nens amb autisme desenvolupa convulsions, que sovint comencen a la infància o l'adolescència. Aquestes convulsions, causades per una activitat elèctrica anormal al cervell, poden produir una pèrdua temporal de la consciència (black-out), convulsions i moviments inusuals. De vegades, un factor de risc és la falta de son o la febre alta. Un EEG pot ajudar a confirmar la presència d'epilèpsia. En general, l'aparició de l'epilèpsia es produeix abans dels cinc anys o durant la pubertat. És més freqüent en dones i persones que també tenen una comorbiditat de discapacitat intel·lectual.

### Síndrome X fràgil
La síndrome X fràgil és la forma hereditària més comuna de discapacitat intel·lectual. Va ser anomenat així perquè part del cromosoma X té una peça defectuosa que sembla pessigada i fràgil sota un microscopi. La síndrome X fràgil afecta al voltant del 2% al 5% de les persones amb TEA. És important comprovar la síndrome X fràgil en persones amb autisme, sobretot si els pares tenen previst tenir un altre fill. Si un nen té la síndrome X fràgil, hi ha un 50% de possibilitats que els nens nascuts de la mateixa parella també tinguin la síndrome X fràgil (vegeu genètica mendeliana). Altres membres de la família, que poden estar planejant tenir un fill, també han comprovar aquesta síndrome.

### Disfòria de gènere
La disfòria de gènere és un diagnòstic donat a algunes persones trans que experimenten molèsties relacionades amb la seva identitat de gènere. Les persones autistes poden tenir més probabilitats de patir disfòria de gènere. Hi ha diversos casos de TEA amb disfòria de gènere. El primer estudi sistemàtic sobre el diagnòstic de TEA en nens i adolescents es va comparar amb una clínica d'identitat de gènere que informava una taxa de TEA del 7,8%.

### Deficiència intel·lectual
S'ha informat que la fracció de persones autistes que també compleixen els criteris utilitzats per a la discapacitat intel·lectual oscil·la entre el 25% i el 70%, una gran variació que il·lustra la dificultat d'avaluar la intel·ligència autista. Per exemple, l'any 2001, un estudi britànic de 26 nens autistes va trobar al voltant d'un 30% amb intel·ligència normal (QI superior a 70), un 50% amb discapacitat intel·lectual lleu a moderada i al voltant d'un 20% amb un dèficit intel·lectual greu a profund (CI inferior a 35).
Per al TEA, a part de l'autisme, l'associació és molt més feble. El mateix estudi va mostrar una intel·ligència normal en aproximadament el 94% dels 53 nens amb PDD-NOS. S'estima que entre el 40% i el 69% de les persones amb TEA tenen algun grau de discapacitat intel·lectual, i les dones tenen més probabilitats de tenir una discapacitat intel·lectual severa. Els trastorns d'aprenentatge també són molt freqüents en persones amb TEA. Al voltant del 25% al 75% de les persones amb TEA també tenen algun grau de discapacitat d'aprenentatge, tot i que els tipus de dificultats d'aprenentatge varien en funció dels punts forts i febles de l'individu.
El 2006, un altre estudi va desafiar la suposició comuna que la majoria dels nens amb autisme tenen discapacitat intel·lectual.
És possible que l'associació entre discapacitat intel·lectual i autisme no provingui del fet que solen tenir causes comunes, sinó del fet que la presència de dos fa més probable el diagnòstic de tots dos.
El CDC calcula que, a partir de la informació d'11 estudis, el 46% de les persones amb autisme tenen un coeficient intel·lectual superior a 85.

### Neuroinflamació y trastorns del sistema inmunitari
El paper del sistema immunitari i la neuroinflamació en el desenvolupament de l'autisme és controvertit. Fins fa poc, hi havia poques evidències per donar suport a les hipòtesis immunitàries, però la investigació sobre el paper de la resposta immune i la neuroinflamació pot tenir implicacions clíniques i terapèutiques importants. El paper exacte de la resposta immunitària millorada en el sistema nerviós central dels pacients amb autisme és incert, però pot ser un factor principal en l'inici i el manteniment de moltes comorbiditats associades a l'autisme. Estudis recents indiquen la presència d'un augment de la neuroactivitat en els teixits cerebrals i el líquid cefalorraquidi de pacients autistes, donant suport que una certa resposta immune podria ser un factor clau en l'aparició dels símptomes autistes.
Una revisió de 2013 també va trobar proves d'activació de la micròglia i augment de citocines post mortem en mostres del cervell de persones amb autisme.

### Neurofibromatosi tipus I
El TEA també s'associa amb la neurofibromatosi tipus I (NF-1). La NF-1 és un trastorn humà complex multisistèmic causat per la mutació d'un gen al cromosoma 17 que és responsable de la producció d'una proteïna (anomenada neurofibromina 1), que és necessària per al funcionament normal de molts tipus de cèl·lules humanes. NF-1 causa tumors al llarg del sistema nerviós que poden créixer a qualsevol part del cos. La NF-1 és un dels trastorns genètics més comuns i no es limita a la raça o el sexe de cap persona. La NF-1 és un trastorn autosòmic dominant, el que significa que la mutació o la supressió d'una còpia (o al·lel) del gen de la NF-1 és suficient per al desenvolupament de la NF-1, tot i que la presentació varia àmpliament i sovint és diferent fins i tot entre familiars afectats per la NF-1.

### Metabolisme redox anormal
S'ha demostrat que un desequilibri en el metabolisme redox depenent del glutatió està associat amb els trastorns de l'espectre autista (TEA). La síntesi de glutatió i l'equilibri redox intracel·lular estan relacionats amb el metabolisme i la metilació dels folats, vies metabòliques que també s'han demostrat que són anormals en el TEA. En conjunt, aquestes anomalies metabòliques defineixen un endofenotip diferent del TEA estretament associat amb anomalies genètiques, epigenètiques i mitocondrials, així com amb factors ambientals relacionats amb el TEA. El glutatió està implicat en la neuroprotecció contra l'estrès oxidatiu i la neuroinflamació mitjançant la millora del sistema d'estrès antioxidant.
En nens autistes, els estudis han demostrat que es pot millorar el metabolisme del glutatió per via subcutània per injecció de metilcobalamina, àcid folínic oral, un complement vitamínic i mineral (que inclou antioxidants, coenzim Q10 i vitamines del grup B), ii tetrahidrobiopterina. Curiosament, estudis recents de DBPC (doble cec controlat amb placebo) han demostrat que la N-acetil-l-cisteïna, un suplement que proporciona un precursor del glutatió, va ser eficaç per millorar els símptomes i els comportaments associats als TEA. Tanmateix, el glutatió no es va mesurar en aquests estudis. Els assaigs DPBC petits, mitjans i grans i els assaigs clínics oberts de petit a mitjà mostren que els nous tractaments per a nens amb TEA contra l'estrès oxidatiu s'associen amb millores en els símptomes inicials de TEA, el son, els símptomes gastrointestinals, la hiperactivitat, les convulsions i la impressió parental, i símptomes sensorials i motors. Aquests nous tractaments inclouen N-acetil-l-cisteïna, metilcobalamina amb i sense àcid folínic oral, vitamina C, i un suplement vitamínic i mineral que inclou antioxidants, enzim Q10 i vitamines B.
També s'ha informat que diversos altres tractaments que tenen propietats antioxidants, inclosa la carnosina, milloren significativament els comportaments del TEA, cosa que suggereix que el tractament de l'estrès oxidatiu pot beneficiar els nens amb TEA. Molts antioxidants també poden ajudar a millorar la funció mitocondrial, cosa que suggereix que es poden produir millores clíniques amb antioxidants mitjançant la reducció de l'estrès oxidatiu i/o la millora de la funció mitocondrial.
Alguns d'aquests tractaments poden tenir efectes secundaris greus freqüents (broncospasme, etc.).

### Metabolisme anormal dels folats
Diverses línies d'evidència apunten a anomalies en el metabolisme dels folats en el TEA. Aquestes anomalies poden provocar una disminució de la producció de 5-metiltetrahidrofolat, alterar la producció de metabòlits del cicle del folat i reduir el transport de folats a través de la barrera hematoencefàlica i cap a les neurones. Potser les anomalies més significatives del metabolisme del folat associades al TEA són els autoanticossos dirigits contra el receptor dels folats alfa (FRα). Aquests autoanticossos s'han associat amb la deficiència de folat cerebral. Els autoanticossos es poden unir al FRα i perjudicar molt la seva funció.
L'any 2013, un estudi va informar que el 60% i el 44% dels 93 nens amb TEA van donar positiu per als autoanticossos que bloquegen i s'uneixen a FRα, respectivament. Aquesta alta taxa de positivitat dels autoanticossos anti-FRα va ser confirmada per Ramaekers et al, que van comparar 75 nens amb TEA amb 30 controls no-autistes amb retard del desenvolupament. L'autoanticòs bloquejant FRα va ser positiu en el 47% dels nens amb TEA, però només en el 3% dels nens control.
Molts nens amb TEA i deficiència de folat cerebral han millorat notablement el seu estat clínic quan prenen àcid folínic.
Una sèrie de cinc nens amb deficiència de folat cerebral i autisme de baix funcionament amb dèficits neurològics van trobar una recuperació completa dels símptomes del TEA amb l'ús d'àcid folínic en un nen i millores substancials en la comunicació en altres dos nens.

### Deficiències de vitamines
Les deficiències de vitamines són més freqüents en els trastorns de l'espectre autista que en la població general.
- Vitamina A: La vitamina A pot induir una disfunció mitocondrial. Segons un estudi no específic del TEA: «La vitamina A i els seus derivats, els retinoides, són micronutrients necessaris en la dieta humana per mantenir diverses funcions cel·lulars del desenvolupament humà en l'edat adulta així com durant l'envelliment. (...) Tot i que és un micronutrient essencial, utilitzat en aplicacions clíniques, la vitamina A exerceix diversos efectes tòxics sobre l'entorn redox i la funció mitocondrial S'ha informat de la mortalitat entre els usuaris de suplements de vitamina A. No obstant això, el mecanisme exacte pel qual la vitamina A causa els seus efectes nocius encara no és clar (...) La vitamina A i els seus derivats, els retinoides, alteren la funció mitocondrial mitjançant un mecanisme que no s'entén del tot».[48]
- Vitamina B9 (àcid fòlic): s'han fet estudis sobre la suplementació d'àcid fòlic en l'autisme en nens. «Els resultats van mostrar que la suplementació d'àcid fòlic va millorar significativament alguns símptomes de l'autisme com la sociabilitat, el llenguatge cognitiu verbal/preverbal, el llenguatge receptiu i l'expressió, i la comunicació afectives. A més, aquest tractament va millorar les concentracions d'àcid fòlic, homocisteïna i el metabolisme redox del glutatió normalitzat».[49][50]
- Vitamina B₁₂ (cianocobalamina): els investigadors van trobar que, en general, els nivells de vitamina B₁₂ al teixit cerebral dels nens amb autisme eren tres vegades més baixos que al teixit cerebral dels nens no afectats pel TEA. Aquest patró de nivells de B12 inferiors al normal va persistir durant tota la vida al teixit cerebral dels pacients afectats per autisme. Aquestes deficiències no són visibles per l'anàlisi de sang convencional.[51][52] Pel que fa al dèficit clàssic de vitamina B₁₂ (que afectaria fins a un 40% de la població)[53] encara no s'ha estudiat la seva prevalença en els trastorns de l'espectre autista. La deficiència de vitamina B₁₂ és una de les més greus.
- Vitamina D (calciferol): la deficiència de vitamina D va afectar el 78% de la població autista hospitalitzada en un estudi alemany. El 52% de tot el grup de TEA de l'estudi presentava una deficiència severa, que és molt superior a la de la població general.[54] Altres estudis també mostren una taxa més alta de deficiència de vitamina D en el TEA.[55] La vitamina D millora significativament alguns símptomes de l'autisme.[56]
- Calci: les taxes d'incidència de deficiència de calci en nens de 0-3, 4-9 i 10-15 anys es van estimar en un 10,4%, 6,1% i 0,4% en homes i 3,4%, 1,7% i 0,9% en dones.
- Magnesi: les taxes d'incidència de deficiència de magnesi en nens de 0-3 anys, 4-9 anys i 10-15 anys es van estimar en un 27%, 17,1% i 4,2% en homes i 22,9%, 12,7% i 4,3% per a dones.
- Zinc: les taxes d'incidència de deficiència de zinc en nens de 0-3, 4-9 i 10-15 anys es van estimar en un 43,5%, 28,1% i 3,3% en homes i 52,5%, 28,7% i 3,5% per a dones.[57]

Als Estats Units d'Amèrica, s'ha comprovat que les dietes especials inadequades per als nens amb TEA generalment condueixen a quantitats excessives de certs nutrients d'una banda i deficiències de vitamines persistents de l'altra.

### Anomalies de la melatonina i del ritme circadià
Els estudis han trobat anomalies en la melatonina i la fisiologia del ritme circadià en persones amb trastorn de l'espectre autista (TEA). Aquestes anomalies fisiològiques inclouen concentracions més baixes de melatonina o metabòlits de melatonina en els TEA en comparació amb els controls.

### Trastorn obsessiucompulsiu
El trastorn obsessivocompulsiu es caracteritza per pensaments obsessius o actes compulsius. Al voltant del 30% de les persones amb trastorns de l'espectre autista també tenen trastorn obsessivocompulsiu.

### Síndrome de Tourette
La prevalença de la síndrome de Tourette en persones amb autisme s'estima en un 6,5% (entre 2 i 3 punts superior a la prevalença en la població general). S'han proposat diverses hipòtesis per a aquesta associació, incloent factors genètics i anomalies en la dopamina, el glutamat o la serotonina.

### Problemes sensorials
Les respostes inusuals als estímuls sensorials són més freqüents i destacades en persones amb autisme, encara que no hi ha proves que els símptomes sensorials diferencien l'autisme d'altres trastorns del desenvolupament. El trastorn del processament sensorial és comòrbida amb el TEA, amb una prevalença del 42% al 88%.
Diversos estudis han informat de problemes motors associats que inclouen la manca de to muscular, una planificació motora deficient i l'equinisme. Els TEA no s'associen amb deficiències motrius greus.

### Tinnitus
Segons un estudi, el 35% de les persones amb síndrome d'Asperger pateixen tinnitus, que és molt més alt que en la població general.

### Reducció de la funció del receptor NMDA
La reducció de la funció del receptor NMDA s'ha relacionat amb interaccions socials reduïdes, hiperactivitat locomotora, autolesions, dèficits en la inhibició pre-impuls (IPP) i hipersensibilitat sensorial, entre d'altres. Els resultats suggereixen que la desregulació del receptor NMDA pot contribuir als símptomes bàsics de TEA.

### Esclerosi tuberosa de Bourneville
L'esclerosi tuberosa de Bourneville és una malaltia genètica rara que fa que creixin tumors benignes al cervell i altres òrgans vitals. Sempre hi ha hagut una forta associació amb l'espectre de l'autisme. Entre l'1 i el 4% de les persones amb autisme també tenen esclerosi tuberosa. Els estudis han informat que entre el 25% i el 61% de les persones amb esclerosi tuberosa compleixen els criteris de diagnòstic per a l'autisme, amb una proporció encara més alta que mostra característiques d'un trastorn generalitzat del desenvolupament més ampli.

### Trastorns del son
Els pares de persones amb TEA sovint informen de trastorns del son, com ara el despertar a la matinada l i la falta de son. Els trastorns del son estan presents entre el 53% i el 78% de les persones amb TEA. A diferència de l'insomni, que té les seves arrels en el comportament, els trastorns del son en persones amb TEA són una comorbiditat d'altres afeccions d'origen neurobiològic, mèdic o psiquiàtric.
Si no es tracten, els trastorns greus del son poden agreujar els comportaments específics del TEA, com ara l'autolesió. Tanmateix, no hi ha cap medicament aprovat per la Food and Drug Administration per als nens amb TEA amb insomni. Hi ha algunes evidències que suggereixen que la suplementació de melatonina millora els patrons de son en nens amb autisme, però en general manquen estudis de qualitat.

### Trastorns mentals
Sovint s'han descrit fòbies, depressió i altres psicopatologies amb el TEA, però això no s'ha avaluat sistemàticament.
La presentació de la depressió en el TEA pot dependre del nivell de funcionament cognitiu, amb un funcionament reduït en els nens amb més problemes de conducta. La depressió es desenvolupa més en persones amb autisme d'alt funcionament durant l'adolescència, quan desenvolupen una major consciència de les seves diferències amb els altres.

### Trastorns sexuals
Les persones amb TEA presenten més sovint parafílies o hipersexualitat que la resta de la població.